# ST Гончих Псов
ST Гончих Псов (лат. ST Canum Venaticorum) — двойная звезда в созвездии Гончих Псов на расстоянии приблизительно 4392 световых лет (около 1346 парсек) от Солнца. Визуальная звёздная величина звезды — от +11,6m до +11,04m.
Открыта Паулем Гутником и Рихардом Прагером в 1926 году*.

## Характеристики
Первый компонент — белая пульсирующая переменная звезда типа RR Лиры (RRC) спектрального класса A1. Масса — около 2,29 солнечной, радиус — около 4,344 солнечного, светимость — около 35,722 солнечной. Эффективная температура — около 6783 K.
Второй компонент — красный карлик спектрального класса M. Масса — около 88,52 юпитерианской (0,0845 солнечной). Удалён в среднем на 1,971 а.е..